# ساختمان بانک آمریکا

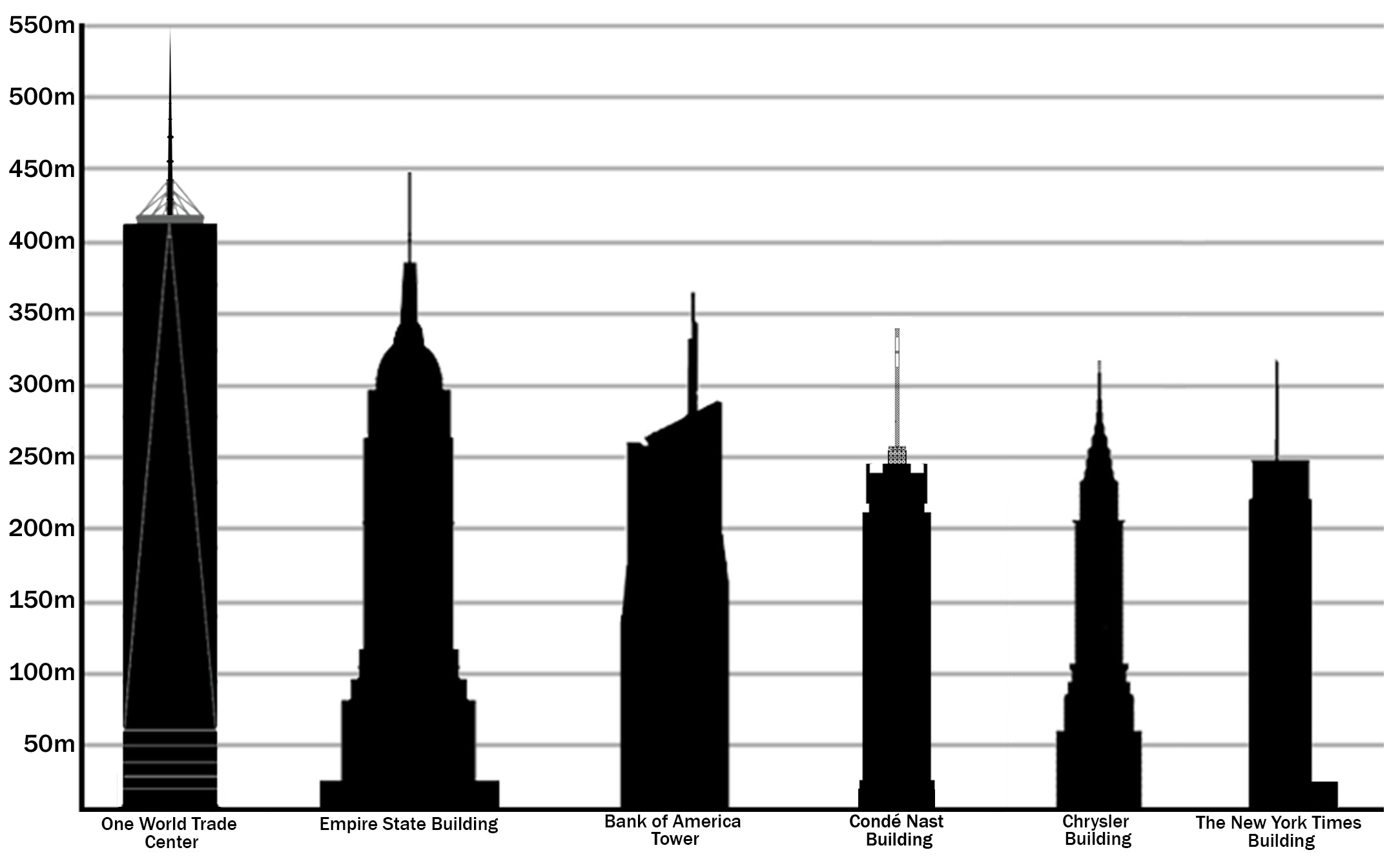
مقایسه ارتفاع بلندترین برج‌های نیویورک

برج بانک آو آمریکا (به انگلیسی: Bank of America Tower) نام یک برج مرتفع در شهر نیویورک در نیویورک است. این برج در ۲۰۰۹ ساخته گردید، و ۳۶۶ متر ارتفاع دارد، که در سال ۲۰۰۹ چهارمین برج بلند کشور آمریکا بود. یکی از شعبات مرکزی بانک آو آمریکا در اینجا قرار دارد.
این ساختمان توسط رسانه‌ها به عنوان محیط‌زیست-دوست‌ترین برج جهان معرفی گردید.
این برج به عنوان اولین آسمان خراش جهت دریافت نشان پلاتین از مؤسسه برنامه‌ریزی برای مصرف انرژی و رعایت ضوابط زیست‌محیطی آمریکا می‌توان نام برد و نماد سبزترین آسمان خراش در سراسر ایالات متحده آمریکا می‌باشد.
ساختمان بانک آمریکا توسط گروه معماری cook+fox در آمریکا (منهتن\نیویورک) طراحی شده. بنا دارای ۵۵ طبقه و به ارتفاع ۳۶۶ متر می‌باشد.

مقایسه ارتفاع بلندترین برج‌های آمریکا

## گرافیک پلان
پلان ساختمان با توجه با نقاله خورشیدی طراحی و جانمایی شده‌است بگونه‌ای که در تابستان پنجره‌ها نوری کنترل شده باکمترین حرارت را به درون ساخنمان هدایت می‌کنند و در زمستان فضای داخلی ساختمان از طریق پنجره‌ها بیشترین بهره را از نور و حرارت خورشید می‌برد.

### بررسی ساختمان از لحاظ معماری پایدار
ساختمان طراحی شده سازگاری کامل با محیط زیست دارد و این امر باعث شده برنده جایزه Platinum با درجهLEED شود.

#### ویژگی‌های معماری پایدار
از ویژگی‌های بارز پروژه این است که در ساخت بانک آمریکا به شکل عمده از مصالح بازیافت شده و یا قابل بازیافت استفاده شده‌است. در ساخت این برج از بتن تهیه شده با سیمان و تفاله‌ها وسرباره کوره‌های ذوب آهن استفاده شده‌است. برای تهیه این بتن از % ۵۵ سیمان و % ۴۵ سرباره کوره‌های ذوب آهن به کار گرفته شده‌است. استفاده از این نوع بتن با کم کردن مصرف سیمان میزان آسیب‌های وارده به محیط زیست رامی کاهد، چرا که برای تولید هر تن سیمان یک تن دی‌اکسید کربن وارد هوا می‌شود. یک فیلتر هوای بزرگ و غول‌آسا با قابلیت تصفیه هوا، به صورت دو طرفه برای شهر مانهتن عمل می‌کند.
استفاده از مخازن و تانکرهای جمع‌آوری آب که امکان ذخیره‌سازی ۳ میلیون گالن آب در هر سال را دارد از دیگر ویژگی‌های این ساختمان استفاده ازتکنولوژیFloor-to-Ceiling insulating glass این تکنولوژی به گونه‌ای می‌باشد که گرما را نگهداری می‌کند تا حداکثر نور طبیعی را تأمین کند همچنین دارای سیستم اتوماتیکی است؛ که در صورت نیاز نور را تضعیف می‌کند که تابش شدید و زننده وارد بنا نگردد. کنترل دما و تولید انرژی مورد نیاز ساختمان کاملاً طبیعت گرایانه است. شیشه‌های عایق استفاده شده در ساختمان از حدر رفتن گرما جلوگیری می‌کنند و نور طبیعی را تأمین می‌کند.
قابل به ذکراست که۹۹٪ آب مصرفی ساختمان از طریق ذخیره کردن آب باران که در۵مخزن واقع در ارتفاعات مختلف است تأمین می‌گردد. استفاده ازسیستم پیشرفته دیوارهای دو جداره و شیشه‌های عایق در جهت استفاده بهینه از نور خورشید می‌باشد از دیگر ویژگی‌های کیفیت سنجی هوای داخل ساختمان این که در جهت بهره‌وری و کارآمدی بیشتر کارمندان و کارکنان مورد استفاده قرار می‌گیرد.>

#### چگونگی ذخیره‌سازی آب باران
ساختمان بانک نمای شیبدار دارد که هنگام بارندگی این شیب باعث می‌شود آب باران را به قسمت پایین ساختمان هدایت کند و سپس آب‌های هدایت شده از یک فیلتر عبور کرده و ضایعات آن گرفته شده و بعد به مخازن تعبیه شده هدایت و در آنجا ذخیره می‌شوند. همچنین قسمتی از آب باران از طریق پشت بام فیلتر و جمع‌آوری می‌شود.

## جزئیات
این برج از سطح خیابان منار مخروطی معماری این برج ۲۵۵٫۵ فوت ( ۷۷٫۹ متر) است و در ۱۵ دسامبر ۲۰۰۷ قرار داده شده‌است. این ساختمان ۵۵ طبقه دارد و شامل ۲٫۱۰۰٫۰۰۰ فوت مربع (۱۹۵،۰۹۶ متر مربع) فضای اداری، سه پله برقی و در مجموع ۵۲ دستگاه آسانسور تولید شده توسط گروه شیندلر - ۵۰ برای استفاده دفاتر دارد که یکی از آن‌ها به نیم طبقه زیر زمینی می‌رود. چند ساختمان برای ساخت این برج تخریب شد که از جمله آن‌ها می‌توان به هتل دیپلمات، یک سازه ۱۳ طبقه که در آن منطقه از سال ۱۹۱۱ خیابان  ۴۳ در ۱۰۸ غرب را اشغال کرده بود، , و تئاتر هنری میلر، که بازسازی شد و دوباره در محل قبلی خود قرار گرفت، اشاره کرد. مستاجران ساختمان شامل بانک مرکزی آمریکا به عنوان مستاجر اصلی و مدیریت دارایی دو ماراتون است، و رتبه LEED پلاتینوم برج و فضای مدرن اداری رایگان، به جلب مستاجرانی از سراسر شهر به سمت خود کمک کرده‌است. بانک مرکزی برج آمریکا به عنوان یک مدل جهانی برای معماری سبز در آسمانخراش در نظر گرفته شده‌است. این ساختمان گاهی اوقات با عنوان BOAT شناخته می‌شود. (بانک مرکزی برج آمریکا)

## ویژگیهای زیست محیطی
طراحی این ساختمان با استفاده از فناوری‌هایی مانند شیشه عایق از کف تا سقف برای ذخیره گرما و به حد اکثر رساندن نور طبیعی و یک سیستم خودکار کاهنده نور روز، با محیط زیست سازگار شده‌است. این برج همچنین دارای یک سیستم آب خاکستری است که آب باران را برای استفاده مجدد جمع می‌کند. بانک مرکزی آمریکا می‌گوید که این ساختمان تا حد زیادی از مواد بازیافت شده و قابل بازیافت ساخته شده‌است. هوای وارد شده به ساختمان، همانطور که رایج است، فیلتر می‌شود اما هوای استفاده شده نیز پاکیزه می‌گردد. بانک مرکزی برج آمریکا اولین آسمانخراش طراحی شده برای دستیابی به گواهینامه LEED پلاتینوم است.

## بانک مرکزی برج آمریکا در حال ساخت در اکتبر سال ۲۰۰۷
بانک مرکزی برج آمریکا با استفاده از بتن ساخته شده با سرباره، یک محصول جانبی از کوره‌های انفجار، ساخته شده‌است. مخلوط مورد استفاده در بتن برج ۵۵٪ سیمان و ۴۵٪ سرباره است. استفاده از سیمان سرباره آسیب به محیط زیست را کاهش می‌دهد چراکه مقدار سیمان مورد نیاز برای ساخت را کاهش می‌دهد که این به نوبه خود میزان گاز گلخانه‌ای دی اکسید کربن تولید شده از طریق فرایند تولید سیمان طبیعی را کاهش می‌دهد. هر تن سیمان به‌طور منظم حدود یک تن دی اکسید کربن در جو به وجود می‌آورد. کنترل ]دما[ و تولید برخی از انرژی‌های مورد نیاز خود برای برج به شیوه‌ای سازگار با محیط زیست انجام شده‌است. جداره عایق از دست دادن حرارت را کاهش می‌دهد و به این ترتیب باعث کاهش مصرف انرژی و افزایش شفافیت می‌شود. سیگنال حسگرهای دی اکسید کربن تهویه هوای تازه را زمانی افزایش می‌دهد که میزان دی اکسید کربن شناسایی شده در ساختمان افزایش یافته باشد. تهویه مطبوع برای کارکنان توسط واحدهای ستون چند هوایی واقع در فضای مستاجره فراهم می‌شود که هوای F °۵۰ را در پلنوم طبقه دسترسی تحویل می‌دهد. سیستم هوای زیرزمین قابلیت کنترل درجه حرارت فضای خود و همچنین بهبود اثربخشی تهویه را برای کاربران فراهم می‌آورد. هنگامی که تکان‌های شدید ساختمان رخ می‌دهد، با کاهش هزینه‌ها و ضایعات تولید کمتر می‌توان به راحتی جنبش‌های ایستگاه کاری را انجام داد. سیستم خنک کننده در ساعات غیر اوج یخ را تولید و ذخیره می‌کند، و اجازه می‌دهد یخ ذوب شود و به خنک سازی در طول اوج بار کمک کند شبیه به باتری‌های یخ مورد استفاده در سال ۱۹۹۵ در هتل جدید [Otani] در توکیو، ژاپن.. باتری‌های یخ از زمانی که چیلرهای جذبی ۱۵۰ سال پیش برای اولین بار یخ‌های ساخته شده را به‌طور تجاری در دسترس قرار دادند یعنی قبل از اختراع لامپ الکتریکی، استفاده می‌شده‌اند. . ویژگی‌های حفاظت از آب در این برج شامل رگبار خشک است که تخمین زده می‌شود ۸،۰۰۰،۰۰۰ گالون آمریکا (۳۰،۰۰۰،۰۰۰ لیتر) آب در هر سال ذخیره می‌کند و انتشار CO2 را ۱۴۴،۰۰۰ پوند بر اینچ مکعب (۶۵۰۰۰ کیلوگرم) در هر سال کاهش می‌دهد (بر طبق محاسبه موسسه مدل آب و هوای موسسه پسیفیک). ).  این برج دارای یک گیاه تولید همزمان ۴٫۶ مگاواتی است که بخشی از انرژی مورد نیاز پایه بار را فراهم می‌آورد. تولید برق در محل، تلفات انتقال برق را با استفاده از نوعی از گیاهان تولید قدرت مرکزی را به طرز قابل توجهی کاهش می‌دهد. در ژوئن ۲۰۰۸ ، آکادمی علوم نیویورک یک پادکست را راه اندازی کرد که این ویژگی‌های سبز را برجسته می‌کرد. .

## ارتفاع
هنگامی که ارتفاع ساختمان مقایسه می‌شود، تنها ارتفاع ساختاری با توجه به قوانین و مقررات شورای جهانی در ساختمان‌های بلند استفاده می‌شود. در حال حاضر، ساختمان نیویورک تایمز و ساختمان کرایسلر کاندید موقعیت سومین ساختمان بلند جهان در شهر نیویورک می‌باشند. با در نظر گرفتن منار مخروطی معماری   ارتفاع ساختاری بانک مرکزی برج آمریکا ۱۲۰۰ فوت (۳۷۰ متر) است که آن را سومین ساختمان بلند در شهر نیویورک (بعد از مرکز تجارت جهانی و ساختمان امپایر استیت) ساخته است.
ارتفاع سقف	ارتفاع معماری	نام ساختمان ۱۳۶۸ فوت ( ۴۱۷ متر)	۱۷۷۶ فوت ( ۵۴۱ متر)	مرکز تجارت جهانی ۱۲۵۰ فوت ( ۳۸۰ متر)	۱۴۷۲ فوت ( ۴۴۹ متر)	ساختمان امپایر استیت ۹۵۳٫۵ فوت ( ۲۹۰٫۶ متر)	۱۲۰۰ فوت ( ۳۷۰ متر)	بانک مرکزی برج آمریکا ۹۲۵ فوت ( ۲۸۲ متر)	۱۰۴۶ فوت ( ۳۱۹ متر)	ساختمان کرایسلر ۷۴۸ فوت ( ۲۲۸ متر)	۱۰۴۶ فوت ( ۳۱۹ متر)	ساختمان نیویورک تایمز
یک حکم رسمی توسط شورای ساختمان‌های بلند و زیستگاه شهری منتشر شده‌است که جدول زیر را تأیید می‌کند.

## حوادث ساخت و ساز
از سال ۲۰۰۶، در دو نوبت مواد از ساختمان فرو ریخت: ۱۲ اوت ۲۰۰۸: ۱۵۰۰یک پنل ۱۵۰۰ پوندی ( ۶۸۰ کیلوگرم ) شیشه ای بر روی پیاده رو افتاد. دو نفر جراحات جزئی برداشتند. ۱۷ سپتامبر ۲۰۰۸: یک ظرف باقی‌مانده فرو افتاد و یک پانل نمای شیشه‌ای را در هم شکست، و باعث چند تکه شیشه از طبقه ۵۰ به پیاده رو خیابان (۴۲ غرب و خیابان ششم) در حدود ساعت ۳ بعد از ظهر سقوط کند. در این حادثه هیچ کس مجروح نشد . .